# Anna Caterina Antonacci
Anna Caterina Antonacci (Ferrara; 5 de abril de 1961) es una mezzosoprano italiana.

## Biografía
Nacida en Ferrara y criada en Bolonia. Debutó en 1984 en Pistoya con Rigoletto. Se ha destacado en repertorio barroco y clásico en la primera etapa de su carrera y como mezzosoprano en obras de Rossini, Mozart, Händel, Donizetti, Bellini y Monteverdi.
Desde 1990 ha incursionado con gran éxito como Casandra en Les Troyens de Berlioz, Carmen de Bizet, Charlotte en Werther de Massenet, y Medea de Cherubini. En Les nuits d'eté y La muerte de Cleopatra de Berlioz.
Ha cantado en Covent Garden, La Scala, París, Festival de Glyndebourne, Turín, Salzburgo, Copenhague, Teatro Colón de Buenos Aires (protagonista de Ermione, L'incoronazione di Poppea, Werther), Toulouse, Roma, Gran Teatro del Liceo de Barcelona o el Teatro Real de Madrid, entre otros.

## Discografía de referencia
- Berlioz: Les Troyens / Gardiner, Théâtre Du Châtelet
- Bizet: Carmen / Pappano, Kaufmann, Antonacci
- Cherubini: Medea / DVD
- Donizetti: Maria Stuarda /Fogliani - DVD (con Mariella Devia como Maria y ella como Isabel)
- Era La Notte / Anna Caterina Antonacci
- Handel: Rodelinda / Christie
- Marschner: Hans Heiling / Pizzi
- Monteverdi: L'incoronazione Di Poppea / Bolton
- Mozart: Così Fan Tutte / Kuhn
- Mozart: Don Giovanni / Muti, Álvarez, Kirchschlager, Pieczonka
- Mozart: Le Nozze Di Figaro / Abbado
- Rossini: Ermione / Antonacci, Davis
- Verdi: Falstaff / Muti
- Verdi: Un Giorno di Regno/Renzetti

### Citas
1. ↑  Forteza, Carlos (24 de noviembre de 2005). «Ana Caterina Antonacci». El Cultural. Consultado el 18 de agosto de 2017.
2. ↑  Christiansen, Rupert (21 de octubre de 2006). «The Callas of our time?». The Telegraph (en inglés). Consultado el 18 de agosto de 2017.